# Tataupatinamo
Tataupatinamo (Crypturellus tataupa) är en fågel i familjen tinamoer inom ordningen tinamofåglar.

## Utseende och läte
Tataupatinamon är en liten medlem av familjen. Den känns igen på röd näbb, lilaaktiga ben, grått huvud, lila rygg och svartvitt på undergumpen. Den är lik smånäbbad tinamo, men skiljer sig på sången som inleds med en snabb drill och avslutas med ett ljudligt stigande "trru trru trru".

## Utbredning och systematik
Tataupatinamo delas in i fyra underarter:
- Crypturellus tataupa inops – förekommer i Marañóndalen i nordvästra Peru
- Crypturellus tataupa peruvianus – förekommer i västra delen av centrala Peru (Chanchamayodalen i Junín)
- Crypturellus tataupa lepidotus – förekommer i nordöstra Brasilien (Maranhão, Ceará, Piauí, Pernambuco och Bahia)
- Crypturellus tataupa tataupa – förekommer från östra Bolivia till Paraguay, södra Brasilien och norra Argentina

## Status och hot
Arten har ett stort utbredningsområde, men tros minska i antal, dock inte tillräckligt kraftigt för att den ska betraktas som hotad. Internationella naturvårdsunionen IUCN listar arten som livskraftig (LC).

## Namn
Fågelns svenska och vetenskapliga artnamn kommer av fågelns namn på Guaraní, Ihnambú tataupá. Namnet betyder "eldtinamo" efter sägnen att fågeln fått sin röda näbb från att ha ätit eld.